# Hilmar Leon Jakobsen
Hilmar Leon Jakobsen (Tórshavn, 2 de agosto de 1997) es un futbolista feroés que juega en la demarcación de delantero para el HB Tórshavn de la Primera División de las Islas Feroe.

## Selección nacional
Tras jugar en distintas categorías inferiores de la selección, el 11 de noviembre de 2020 hizo su debut con la selección de fútbol de Islas Feroe en un encuentro amistoso contra Lituania que finalizó con un resultado de 2-1 a favor del combinado lituano tras un doblete de Gratas Sirgedas para Lituania, y un gol de Gunnar Vatnhamar para las Islas Feroe.

## Clubes
| Club           | País        | Año       | Partidos | Goles |
| -------------- | ----------- | --------- | -------- | ----- |
| HB Tórshavn    | Islas Feroe | 2013-2015 | 3        | 0     |
| HB Tórshavn II | Islas Feroe | 2014-2015 | 18       | 8     |
| HB Tórshavn    | Islas Feroe | 2018      | 0        | 0     |
| HB Tórshavn II | Islas Feroe | 2020-     | 3        | 4     |
| HB Tórshavn    | Islas Feroe | 2020-     | 61       | 24    |